# بول هنري (لاعب كرة قدم)
بول هنري (مواليد 6 سبتمبر 1912) هو لاعب كرة قدم. يلعب مع منتخب بلجيكا لكرة القدم. سبق له أن لعب في كأس العالم لكرة القدم مع منتخب بلاده.

## روابط خارجية
- بول هنري على موقع الاتحاد البلجيكي (الإنجليزية)
- بول هنري على موقع قاعدة بيانات كرة القدم.إي يو (الإنجليزية)
- بول هنري على موقع ناشيونال فوتبول تيمز (الإنجليزية)
- بول هنري على موقع Soccerway.com (الإنجليزية)
- بول هنري على موقع عالم كرة القدم.نت (الإنجليزية)